# Bâlea-See
Der Bâlea-See (auch Bulea-See, rumänisch Lacul Bâlea, rumänische Ortsbezeichnung auch Bâlea Lac, ungarisch Bilea-tó) ist ein Gletschersee in den Südkarpaten in Rumänien.

## Lage
Der See liegt im Făgăraș-Gebirge an der Transfogarascher Hochstraße (Transfăgărașan) zwischen den Bergen Negoiu und Moldoveanu, den beiden höchsten Bergen in den rumänischen Karpaten. Der See ist rund 77 Kilometer von Hermannstadt, 68 km von der Stadt Făgăraș und 85 Kilometer von Curtea de Argeș entfernt.

## Umgebung

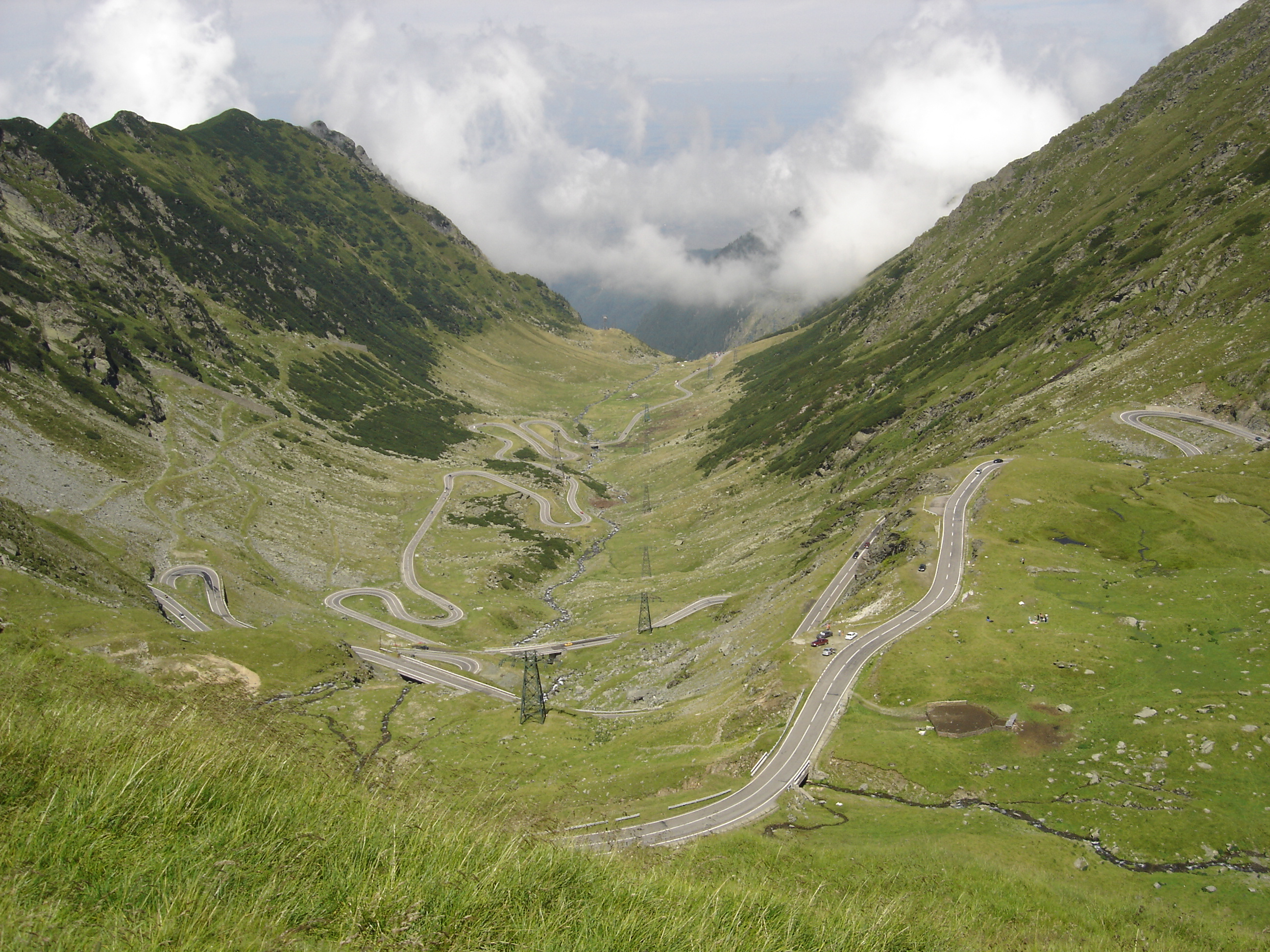
Transfăgărașan – eine „Straße in den Wolken“

Die Transfogarascher Hochstraße ist nur im Sommer bis zum Bâlea-See befahrbar.
In der übrigen Zeit ist der See nur von Norden her vom Bâlea-Wasserfall (Bâlea Cascada) aus per Seilbahn erreichbar.
Die Umgebung des Sees bietet Schneesicherheit bis in den Juni. Neben kleinen Naturpisten rund um die Bâlea-Hütte gibt es auch eine ca. 10 km lange Abfahrt bis zum Bâlea-Wasserfall.
Der vom See aus nach Norden hinunterführende Abschnitt der Transfogarascher Hochstraße trägt die Bezeichnung Straße in den Wolken, weil die sich in Serpentinen hinunterwindende Straße manchmal in den Wolken zu enden scheint, die über dem Tal liegen.

## Bâlea-Hütte und Eishotel
Auf einer kleinen Halbinsel im See befindet sich die bewirtschaftete Bâlea-Hütte, die sowohl als beliebtes Ausflugsziel als auch als Stützpunkt für Wanderungen in den umliegenden Bergen dient. Die erste Berghütte wurde 1905 vom Siebenbürgischen Karpatenverein errichtet und im Sommer 1905 eingeweiht. In unmittelbarer Nähe wurde im Winter 2006 das erste Eishotel Osteuropas errichtet. Das in Form eines Iglus erbaute Hotel bietet 16 Personen Platz.